# Neferquerés III
Neferquerés III ou Nefercaré III (em egípcio: Nfr k3 rˁ) ou Neferquerés ou Nefercaré Nebi (em egípcio: Nfr-k3-rˁ nbjj) foi um faraó da VIII dinastia durante o início do Primeiro Período Intermediário (2181–2055 a.C.). De acordo com os egiptólogos Jürgen von Beckerath e Darrell Baker, foi o quarto rei da VII dinastia, pois aparece em quarto na Lista Real de Abido dentro da lista de reis atribuídos a esta dinastia. Seu nome está claramente legível na Lista Real de Abido (número 43) e, ao contrário da maioria dos reis deste período, é atestado por outras duas fontes contemporâneas. Na verdade, seu nome aparece na porta falsa da tumba de Anquesempepi II e também está inscrito em seu sarcófago. Essas atestações mostram que ela aparentemente foi mãe de Neferquerés, o que provavelmente faria de seu pai Merenré I.
A estela de Anquesempepi II registra que Neferquerés iniciou a construção de uma pirâmide, possivelmente em Sacará que foi batizada como Djedanque Nefercaré Nebi (Ḏd-ˁnḫ Nfr-k3-rˁ nbjj), ou seja, "Nefercaré Nebi é Duradouro para a Vida". A localização da pirâmide é desconhecida e provavelmente nunca entrou significativamente na fase de construção. Como muitos reis da VIII dinastia, está ausente do Cânone de Turim porque uma grande lacuna afeta o local onde seu nome teria sido listado.